# Marta Hejma
Marta Hejma, geborene Lužová (* 27. Juni 1947 in Zlín, Tschechoslowakei) ist eine ehemalige deutsche Tischtennisspielerin. Sie ist Europameisterin im Doppel und Mixed und gewann einmal die deutsche Meisterschaft.

## Biographie
Für die Tschechoslowakei nahm die 1,56 m große Hejma unter ihrem Geburtsnamen Lužová an drei Weltmeisterschaften (WM 1963, WM 1965, WM 1967) und an drei Europameisterschaften teil. Hier gewann sie 1966 in London zusammen mit Vladimír Miko den Titel im Mixed. 1968 in Lyon gewann sie mit Jitka Karlíková den Doppelwettbewerb. Den zweiten Platz bei einer EM holte sie 1964 im Mixed mit Vladimir Miko und 1966 im Damendoppel mit Irena Mikócziová.
Fünfmal gewann sie die Meisterschaft der Tschechoslowakei (1962, 1964, 1965, 1967, 1968), mit Sparta Prag wurde sie mehrmals Mannschaftsmeister (1965, 1966). 1965 und 1966 belegte sie in der CSSR-Rangliste Platz 1.
1968 heiratete sie den Eishockeyspieler Petr Hejma. Dieser nutzte im September 1968 ein Gastspiel von Prag in Düsseldorf dazu, nicht in die Heimat zurückzukehren. Kurz darauf durfte Marta Hejma nach Deutschland ausreisen.
Marta Hejma schloss sich dem Duisburger Verein DSC Kaiserberg an und erwarb die deutsche Staatsbürgerschaft. 1970 wurde Sohn Petr junior geboren, der wie sein Vater Eishockeyspieler wurde. Die Familie lebt in Hilden.
1971 gewann Hejma in Hannover die deutsche Meisterschaft im Einzel und mit Karl-Heinz Scholl im Mixed. Im gleichen Jahr trat sie für Deutschland bei der Weltmeisterschaft an, allerdings nur in den Individualwettbewerben. 1969, 1971 und 1972 belegte sie Platz 1 im Bundesranglistenturnier DTTB-Top-12. Mit dem Verein DSC Kaiserberg gewann sie von 1969 bis 1972 viermal die deutsche Meisterschaft sowie 1971 und 1972 die deutsche Pokalmeisterschaft der Damen. 1971 siegte die Mannschaft im europäischen Wettbewerb „Nancy-Evans-Cup“.
1984 schloss sie sich dem Verein DJK Blau-Weiß Hilden an und spielte in der Verbandsliga.

## Turnierergebnisse
| Verband | Veranstaltung                         | Jahr | Ort       | Land | Einzel        | Doppel    | Mixed         | Team |
| ------- | ------------------------------------- | ---- | --------- | ---- | ------------- | --------- | ------------- | ---- |
| TCH     | Europameisterschaft                   | 1968 | Lyon      | FRA  | Viertelfinale | Gold      | Viertelfinale |      |
| TCH     | Europameisterschaft                   | 1966 | London    | ENG  | Halbfinale    | Silber    | Gold          |      |
| TCH     | Europameisterschaft                   | 1964 | Malmö     | SWE  |               |           | Silber        |      |
| TCH     | Jugend-Europameisterschaft (Junioren) | 1962 | Bled      | YUG  | Halbfinale    | Gold      |               |      |
| FRG     | Weltmeisterschaft                     | 1971 | Nagoya    | JPN  | letzte 64     | letzte 32 | letzte 16     |      |
| TCH     | Weltmeisterschaft                     | 1967 | Stockholm | SWE  | Viertelfinale | letzte 16 | Viertelfinale | 4    |
| TCH     | Weltmeisterschaft                     | 1965 | Ljubljana | YUG  | letzte 16     | letzte 16 | Viertelfinale | 7    |
| TCH     | Weltmeisterschaft                     | 1963 | Prag      | TCH  | letzte 64     | letzte 16 | letzte 32     | 9    |